# Зелените – Европейски свободен алианс
Зелените – Европейски свободен алианс (на английски: The Greens–European Free Alliance, съкратено на английски: Greens – EFA; на френски: Les Verts – Alliance libre européenne; на немски: Die Grünen – Freie Europäische Allianz) е парламентарна група в Европейския парламент.
През 2015 г. в нея членуват 50 депутати.
Групата е съставена от 2 европейски партии: Европейската зелена партия и Европейския свободен алианс (ЕСА). Последната представя интересите на националните малцинства. Освен това в нея влизат и представители на отделни партии, невлизащи в европейските партии.

## Забележки
1. ↑  Search